# Melanostoma gedehense
Melanostoma gedehense är en tvåvingeart som beskrevs av Meijere 1914. Melanostoma gedehense ingår i släktet gräsblomflugor, och familjen blomflugor. Inga underarter finns listade i Catalogue of Life.